# Kovalenkî, Bilopillea
Kovalenkî (în ucraineană Коваленки) este un sat în orașul raional Bilopillea din regiunea Sumî, Ucraina.

## Demografie
Componența lingvistică a localității Kovalenkî
     Ucraineană (100%)
Conform recensământului din 2001, toată populația localității Kovalenkî era vorbitoare de ucraineană (100%).